# Beverley Abrahams
Beverley Lynnette Abrahams é uma política sul-africana. Ela foi inicialmente nomeada para o Conselho Nacional das Províncias em outubro de 2010 como representante da Aliança Democrática (DA). Contudo, ala anunciou que se mudaria para o Congresso Nacional Africano (ANC) em março de 2014. Abrahams foi eleita para a câmara baixa, a Assembleia Nacional, após as eleições gerais daquele ano. Ela deixou o Parlamento em maio de 2019.

## Carreira

### Conselho Nacional de Províncias
Abrahams era um membro sénior da Aliança Democrática em Gauteng. Em outubro de 2010, foi nomeada delegada provincial para o Conselho Nacional das Províncias. Ela foi designada para servir nos comités seleccionados de serviços sociais, desenvolvimento económico, comércio e relações internacionais, educação e recreação. Abrahams foi o contacto constituinte da região de Leneldos da DA.
Em 11 de março de 2014, Abrahams usou a sua moção para anunciar sua renúncia do DA e subsequente deserção para o Congresso Nacional Africano. Consequentemente, o promotor escreveu ao Legislativo Provincial de Gauteng para destituí-la do cargo de parlamentar. O seu último dia como delegada foi em 21 de abril de 2014.

### Assembleia Nacional
Abrahams foi colocada em 118º lugar na lista nacional do ANC para as eleições gerais de 2014. Ela foi eleita e assumiu o cargo de membro do parlamento no dia 21 de maio de 2014. Durante o seu mandato na Assembleia Nacional, ela foi membro tanto do Comité de Portfólio de Desenvolvimento Social quanto do Comité de Portfólio de Desporto e Recreação.
O nome de Abrahams não apareceu na lista do ANC para as eleições gerais de 2019 e ela deixou o parlamento em 7 de maio de 2019.